# 馬托山
44°13′28″N 7°15′11″E / 44.22444°N 7.25306°E

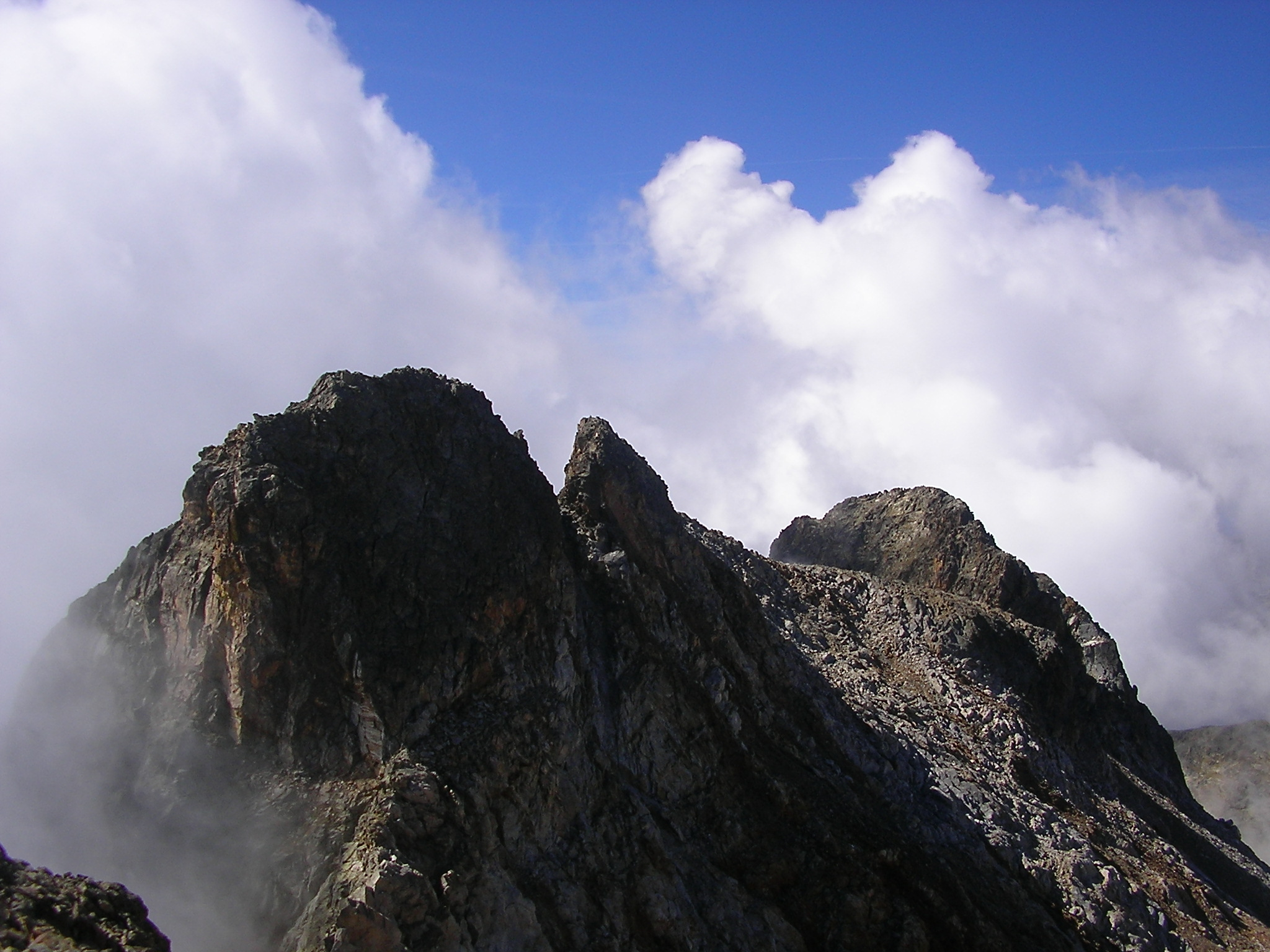

馬托山（義大利語：Monte Matto），是意大利的山峰，位於該國西北部，由皮埃蒙特大區負責管轄，屬於濱海阿爾卑斯山脈的一部分，海拔高度3,097米，人類在1879年8月14日首次登頂。